# (1216) Аскания
(1216) Аскания (лат. Askania) — небольшой астероид внешней части главного пояса, который был обнаружен 29 января 1932 года немецким астрономом Карлом Вильгельмом Рейнмутом, работавшим в Гейдельбергской обсерватории. Был назван в честь немецкой фирмы Askania, производителя оптических, астрономических и прочих точных приборов.
Период обращения астероида вокруг Солнца составляет 3,336 года.